# Bamberger Amthof

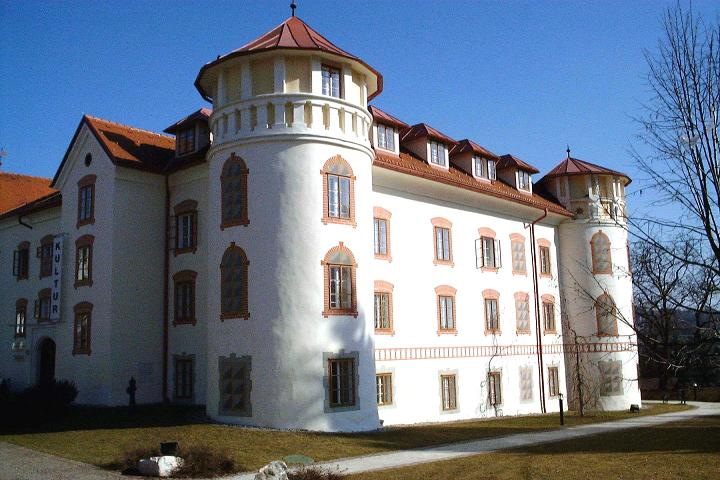
Bamberger Amthof

Der Bamberger Amthof ist ein Profangebäude in der Stadtgemeinde Feldkirchen in Kärnten. Ursprünglich im 13. und 14. Jahrhundert als Amtssitz Bamberger Ministerialen errichtet, dient er heute als Kultur- und Veranstaltungszentrum. 

## Geschichte
Zahlreiche Gebiete im heutigen Kärnten gingen im 11. und 12. Jahrhundert durch Schenkungen in den Besitz der Kirche über. Im Jahr 1166 wurde unter anderem das heutige Gemeindegebiet von Feldkirchen dem Bistum Bamberg übereignet. Dieses ließ im 13. und 14. Jahrhundert auf dem Areal des heutigen Amthofes einen herrschaftlichen Bau errichten, der als Verwaltungszentrum und Sitz der bambergischen Ministerialen dienen sollte. Von diesem ersten Bauwerk sind heute jedoch keine Überreste erhalten.
Anfang des 15. Jahrhunderts bestand die Anlage aus einem zweigeschoßigen, massiven Wohnturm, der urkundlich 1422 erstmals als Turm von Feldkirchen erwähnt wurde. Dieser „Turm“ ist der Nordtrakt der heutigen Anlage. 1434 wurde die Familie Ungnad mit den Feldkirchener Besitzungen der Bamberger belehnt. Diese ließen den Amthof angesichts der drohenden Türkeneinfälle befestigen und ausbauen. Aus dieser Bauphase stammen der mehrgeschoßige Turm in der südöstlichen Ecke des Ursprungsbaus und die gesamte östliche und südöstliche Einmauerung einschließlich des südöstlichen Rundturmes und des dreigeschoßigen Mittelturms an der Südseite.
Unter der Familie Foregger wurde der Amthof im 17. und 18. Jahrhundert weiter ausgebaut. Die Wehrmauer wurde in der südwestlichen Ecke und um den südwestlichen Rundturm ergänzt und der Winkel zwischen dem Ursprungsbau und südöstlichen Turm verbaut. Der gesamte Nordtrakt wurde aufgestockt.

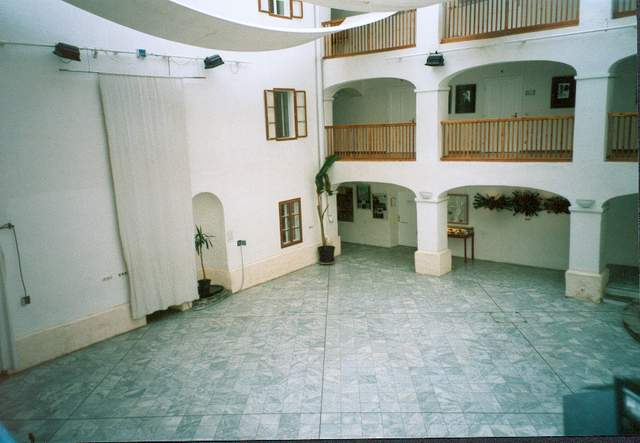
Innenhof des Amthofes mit Arkaden

Ende des 19. und Anfang des 20. Jahrhunderts – Eigentümer war inzwischen der Ziegeleibesitzer Faleschini – wurden Ost- und Westtrakt unter Einbeziehung der Wehrmauern neu errichtet und der Innenhof mit Arkaden ausgestattet. Der südliche Mittelturm wurde mit den beiden Ecktürmen baulich verbunden, so dass die heute vierflügelige Anlage entstand.
In den Jahren 1991 bis 1993 wurde die gesamte Anlage restauriert.

## Heutige Nutzung
Der Amthof dient der Stadtgemeinde Feldkirchen heute als Kultur- und Veranstaltungszentrum. Das Gebäude beherbergt die Bezirksmusikschule Feldkirchen, das „Kultur-Forum-Amthof“, das Ausstellungen und andere kulturelle Veranstaltungen organisiert, sowie das Amthofmuseum für Stadtgeschichte, Volkskunde und Baugeschichte, in dem auch das Stadtarchiv untergebracht ist. 2022 erhielt das Amthofmuseum Feldkirchen das Österreichische Museumsgütesiegel.